# Lubuk Kayu Aro
Lubuk Kayu Aro is een bestuurslaag in het regentschap Bungo van de provincie Jambi, Indonesië. Lubuk Kayu Aro telt 935 inwoners (volkstelling 2010).